# Familly
Familly település Franciaországban, Calvados megyében. Lakosainak száma 117 fő (2018. január 1.). Familly La Folletière-Abenon, Friardel, Meulles, Avernes-Saint-Gourgon és Saint-Aubin-de-Bonneval községekkel határos.

## Népesség
A település népességének változása:
| Lakosok száma | 153  | 149  | 107  | 103  | 98   | 127  | 127  | 117  | 118  | 117  |
|               | 1962 | 1968 | 1982 | 1990 | 1999 | 2008 | 2011 | 2013 | 2017 | 2018 |